# Doridicola agilis
Doridicola agilis är en kräftdjursart som beskrevs av Franz von Leydig 1853. Doridicola agilis ingår i släktet Doridicola, och familjen Rhynchomolgidae. Arten är reproducerande i Sverige.